# 聖光大教堂

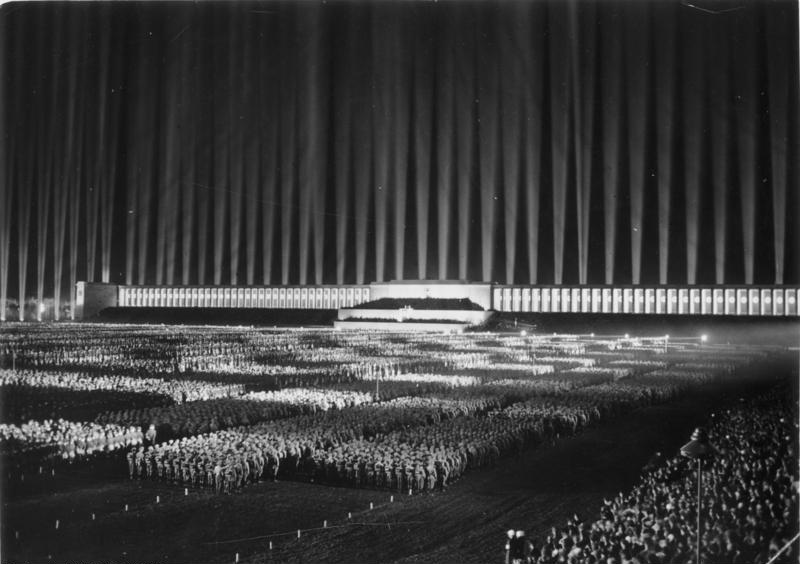
全国党代会集会场的聖光大教堂，攝於1936年。

光明大教堂（Lichtdom）是納粹德國於1934年至1938年間在紐倫堡集會中的一項主要美學特徵。由建築師阿尔伯特·施佩尔設計，它由152個防空探照灯組成，排列間隔12米，瞄準天空，形成一系列觀眾周圍的垂直條紋。1937年的纳粹德国政治宣传片《紐倫堡節》中有關光明大教堂的鏡頭。

## 背景

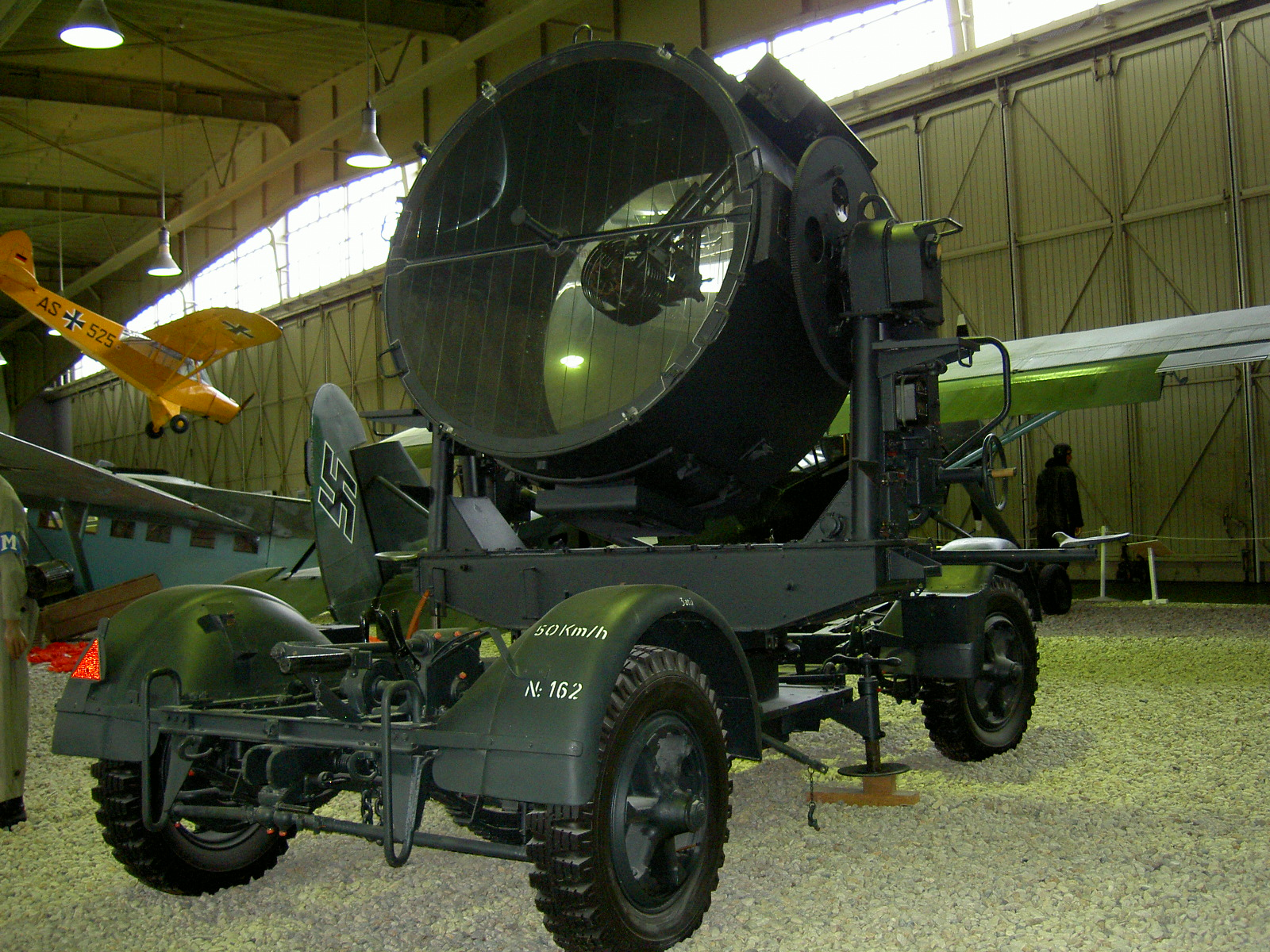
德國150公分探照燈，陳列於柏林加托軍事歷史博物館。

阿道夫·希特勒委託施佩爾為年度政黨集會建造一座體育場，但該項目未能及時完工。作為臨時解決方案，施佩爾在集結區周圍放置了152個向上指向的高射探照燈。這些探照燈是從納粹德國空軍借來的，導致德國空軍指揮官赫爾曼·戈林感到困擾，因為它們代表了德國的戰略儲備。然而，希特勒否決了這樣的疑慮，認為這是一個有用的造谣。

## 持續使用
儘管最初計劃將其作為體育場建設完成之前的臨時措施，但之後仍持續用於政黨集會。施佩爾與艾伯哈德·馮·德·特拉彭（Eberhard von der Trappen）合作，為1936年夏季奥林匹克运动会閉幕式製作了類似的效果。這種效果的變體是探照燈聚集到觀眾頭頂的一點。

## 裝備和影響
探照燈使用的是20世紀30年代後期開發的高射砲探照燈，配備直徑150公分的拋物面玻璃反射器，輸出功率為9.9億坎德拉。這一系統由一台24千瓦的發電機提供動力，該發電機基於51馬力的8缸發動機，能夠以110伏特電壓提供200安培的電流。探照燈通過長達200公尺的電纜與發電機連接。此系統對海拔4000至5000米高度的目標的探測距離約為8公里。
施佩爾形容這種效果：「感覺就像一個巨大的房間，橫梁充當無限輕的外牆的強大支柱。」英國駐德國大使內維爾·亨德森爵士形容它「既莊嚴又美麗…就像置身於冰雪大教堂」。聖光大教堂仍然被認為是施佩爾最重要的作品之一。
納粹黨集會中最戲劇性的時刻…不是閱兵或政治演講，而是光明大教堂。———凱瑟琳·詹姆斯·查克拉博蒂

## 另見
- 幻彩詠香江
- 夜間建築（英语：Architecture_of_the_night）
- 納粹黨集會場文獻中心（英语：Documentation_Center_Nazi_Party_Rally_Grounds）
- 二戰德國探照燈（英语：German_searchlights_of_World_War_II）
- 想像和平塔（英语：Imagine_Peace_Tower）
- 光譜（裝置）（英语：Spectra_(installation)）
- 光之致敬

## 外部連結
- 维基共享资源上的相關多媒體資源：聖光大教堂
- Photos from 1933-1938 Nuremberg Rallies （页面存档备份，存于）